# Gamma del Microscopi
Gamma del Microscopi (γ Microscopii) és l'estel més brillant en la constel·lació del Microscopi amb magnitud aparent +4,67. Situada a 223 anys llum del sistema solar, és membre del corrent d'estels de l'Associació estel·lar de l'Ossa Major.
Gamma del Microscopi és una gegant groga de tipus espectral G4III amb una temperatura superficial de 5.100 K. La seva lluminositat és 64 vegades major que la del Sol i el seu radi és 10 vegades més gran que el d'aquest. Les seves característiques són intermèdies entre les dues components que formen l'estel binari Capella (α Aurigae); així mateix és una mica més calent però clarament menys lluminosa que α Microscopii, també una geganta groga. Amb una edat de 620 milions d'anys, va començar la seva vida en la seqüència principal com una estrella blanc-blavosa de tipus B9.
Allunyant-se de nosaltres a 15 km/s, els astrònoms han trobat que fa 3,8 milions d'anys Gamma del Microscopi va passar a només 6 anys llum de distància la Terra, essent en aquell moment l'estel més brillant en el nostre firmament amb magnitud -3.
Un estel tènue de magnitud 14 a 25,7 segons d'arc probablement no sigui una companya real, sinó que forma una doble òptica amb Gamma del Microscopi.